# Аниграф
Аниграф (с 1999 года Аниграф-Телекино) — фестиваль компьютерной графики и анимации, проходивший ежегодно в Москве с 1993 по 2001 год. Инициаторами и первыми организаторами фестиваля были Всероссийский государственный институт кинематографии имени С. А. Герасимова и компания Joy Company Corp.
В рамках фестиваля проводились конференция, посвященная проблемам компьютерной графики и анимации, выставка видеокомпьютерных технологий, а также вручались награды телевизионным и кинофильмам, мультимедийным дискам, рекламным роликам, компьютерным играм и другим произведениям, связанным с компьютерной графикой. Помимо основной конкурсной программы, на фестивале также проводился конкурс детских работ.
В 2002 году организаторы сообщили, что по финансовым причинам фестиваль больше проводиться не будет.

## Фестивали по годам
- Аниграф'93 – 12-16 мая 1993 года в 4-м павильоне ВВЦ
- Аниграф'94 – 14-19 мая 1994 года в 4-м павильоне ВВЦ
- Аниграф'95 – 24-27 мая 1995 года
- Аниграф'96 – 22-25 мая 1996 года в Центре международной торговли
- Аниграф'97 – 21-24 мая 1997 года в Центре международной торговли
- Аниграф'98 – 20-23 мая 1998 года в Центре международной торговли
- Аниграф-Телекино'99 – 19-22 мая 1999 года в Центре международной торговли
- Аниграф-Телекино'2000 – 24-27 мая 2000 года
- Аниграф-Телекино'2001 – 22-25 мая 2001 года в Центре международной торговли